# Thomas J. Harvey
Pour les articles homonymes, voir Thomas Harvey et Harvey.
Thomas J. Harvey (né le 23 août 1982) est un homme politique canadien du Nouveau-Brunswick. Il représente la circonscription fédérale néo-brunswickoise de Tobique—Mactaquac en tant que député libéral de 2015 à 2019.
Élu lors des élections fédérales de 2015, il n'effectue qu'un seul mandat et annonce ne pas se représenter en 2019 pour retourner travailler dans le secteur privé.